# Alfred von Kaulla
Alfred Lucien Kaulla, seit 1893 von Kaulla, (* 8. August 1852 in Straßburg; † 14. Januar 1924 in Stuttgart) war ein deutscher Bankier und Industrieller. Er entstammte der weitverzweigten jüdischen Unternehmerfamilie Kaulla und gab den entscheidenden Anstoß zur Gründung der Anatolischen Eisenbahngesellschaft.

## Leben
Geboren in Straßburg, besuchte Alfred von Kaulla deutsche und britische Schulen. Von 1868 bis 1871 studierte Alfred Kaulla an der TH Stuttgart. Unterbrochen durch die Teilnahme am Deutsch-Französischen Krieg 1870 bis 1871 setzte Kaulla 1872 sein Studium fort und promovierte zum Dr. iur. 1875 trat er in die Württembergische Vereinsbank ein, bei der er schon während des Studiums ein Praktikum absolviert hatte. 1881 folgte die Ernennung zum Prokuristen, 1882 zum stellvertretenden Direktor und 1888 kam es zur Berufung in den Vorstand. Seit 1884 war Kaulla außerdem auch kaufmännischer Direktor und persönlich haftender Gesellschafter bei der Gebrüder Mauser KG in Oberndorf am Neckar, an der die Württembergische Vereinsbank eine Mehrheitsbeteiligung besaß.
Bei der Württembergischen Vereinsbank befasste sich Alfred von Kaulla vornehmlich mit dem Außenhandel. Als er sich 1887 in Konstantinopel aufhielt, um mit der Regierung des Osmanischen Reichs („Hohe Pforte“) einen Vertrag über die Lieferung und Finanzierung von Gewehren der Firmen Gebrüder Mauser KG und Ludwig Loewe & Co. an die Osmanische Armee abzuschließen, wurde Kaulla auf die Möglichkeit des Erwerbes osmanischer Eisenbahnkonzessionen durch deutsche Banken aufmerksam. Der osmanische Sultan Abdülhamid II. wollte sich auf diese Weise von einer zu großen Abhängigkeit von französischen und britischen Banken befreien. Durch Kaullas Bemühungen erhielt ein deutsches Bankenkonsortium unter Führung der Deutschen Bank 1888 die Konzession zum Bau der Bahnlinie Konstantinopel–İzmit. Zum Betrieb dieser Strecke gründete das Konsortium die „Anatolische Eisenbahngesellschaft“. 1892 erfolgte die Verlängerung der Eisenbahnstrecke nach Ankara. 1896 wurde schließlich eine Abzweigung von Eskişehir nach Konya fertiggestellt, welches wiederum 1903 zum Ausgangspunkt der Bagdadbahn wurde.
Alfred von Kaulla war Aufsichtsratsmitglied vieler süddeutscher Industrieunternehmen. Aus dem Vorstand der Württembergischen Vereinsbank schied er 1900 aus und wechselte in deren Aufsichtsrat über. Dessen Vorsitz hatte er von 1921 bis zu seinem Tod 1924 inne. Zudem war er auch Mitglied des Aufsichtsrats der Deutschen Bank, die seit den 1880er Jahren Anteile an der Württembergischen Vereinsbank besaß. Letztere hielt ihrerseits seit 1901 eine Mehrheitsbeteiligung an der Daimler-Motoren-Gesellschaft und entsandte 1902 Alfred von Kaulla deren Aufsichtsrat. Als Nachfolger von Max von Duttenhofer, war Kaulla 1910–1922 Aufsichtsratsvorsitzender bei Daimler. Unmittelbar nach Alfred von Kaullas Tod ging die Württembergische Vereinsbank 1924 in der Deutschen Bank auf.

## Familie und Privates
Alfred von Kaulla war der Sohn von Georges Hermann Kaulla (1819–1855), Arzt in Straßburg, und von Clarissa Pfeiffer (1826–1889), Tochter des Direktors der Württembergischen Hofbank Marx Pfeiffer (1786–1842) und dessen dritter Ehefrau Pauline Wittersheim (1801–1867). Aus dieser Ehe entstammten auch der Geheime Hofrat Ernst Ezechiel Pfeiffer (1831–1904) und der Bankier und Sozialreformer Eduard Pfeiffer (1835–1921). Über seinen Vater war Alfred von Kaulla ein Nachkomme der Hoffaktorin Karoline Kaulla (1739–1809), zu ihrer Zeit eine der reichsten deutschen Frauen. Alfred von Kaulla blieb zeitlebens unverheiratet und hatte keine Kinder.
Im „Jahrbuch des Vermögens und Einkommens der Millionäre“ aus dem Jahr 1914 wird Alfred von Kaullas Vermögen mit 9 Millionen Mark angegeben.
Neben seinem Wohnsitz in der Stuttgarter Seestraße 26 erwarb Alfred von Kaulla 1891 auch Schloss Roseck bei Unterjesingen.
1904 gewann er mit seinem Pferd Lucca den „Preis der Diana“, einem Galopprennen in Düsseldorf. 1905 beteiligte er sich der Gründung eines Golfclubs in Baden-Baden, dem Ersten im Raum des heutigen Baden-Württembergs. Außerdem war er lebenslanges Mitglied des Kaiserlichen Jachtclubs in Kiel.

## Ehrungen
Alfred von Kaulla wurde 1893 in Anerkennung seiner wirtschaftlichen Verdienste um das Königreich Württemberg in den württembergischen Personaladel erhoben.